# (2210) Lois
(2210) Lois (9597 P-L) – planetoida z pasa głównego asteroid okrążająca Słońce w ciągu 3,73 lat w średniej odległości 2,4 au. Odkryta 24 września 1960 roku.